# Turridrupa fastosa
Turridrupa fastosa là một loài ốc biển, là động vật thân mềm chân bụng sống ở biển trong họ Turridae.